# Chaoxian
Chaoxian war ein Kreis in der chinesischen Provinz Anhui.
Der Name des Kreises lautet eigentlich Chao (chin. 巢县), wird aber häufig mit der Kreisbezeichnung Xian zusammen geschrieben als Chaoxian.
Diesem Kreis entspricht die heutige kreisfreie Stadt Chaohu (巢湖市).